# Иоаннида
«Иоаннида, или О Ливийской войне» — поэма ранневизантийского поэта Флавия Крескония Кориппа, написанная на латинском языке в VI веке. Рассказывает о восстании берберов в Северной Африке в 540-х годах. Текст поэмы сохранился, был впервые напечатан в 1820 году.
Поэма включает восемь песней и почти 5000 строк. Она рассказывает о борьбе дукса Иоанна с берберами в 545—548 годах и была написана вскоре после описанных в ней событий. Поэму опубликовали в Константинополе между 567 и 580 годами. Известно, что в эпоху Возрождения существовали три разных рукописи «Иоанниды», но сохранилась только одна, известная как Trivultianus (в библиотеке графа Тривульци в Милане). Поэму впервые напечатали в 1820 году.
Действия Иоанна становятся только частью более широкой картины, нарисованной Кориппом. Исследователи отмечали большую точность Кориппа в деталях и оценках событий, чем у Прокопия Кесарийского; поэма даёт подробное историческое, антикварное, географическое, этнографическое описание ранневизантийской Африки. При этом «Иоаннида» осталась в тени «Вандальских войн» Прокопия.

## Издания
- Флавий Кресконий Корипп. Иоаннида, или о Ливийской войне. Первый в России целый прозаический перевод поэмы, выполненный с английского языка Е. В. Старшовым. М., «Вече», 2023. ISBN 978-5-4484-3551-5.